# كينيث ماذر
كينيث ماذر (بالإنجليزية: Kenneth Mather)‏ (22 يونيو 1911–20 مارس 1990) عالم وراثة ونبات بريطاني.